# 6-Hidroksinikotinat 3-monooksigenaza
6-hidroksinikotinat 3-monooksigenaza (EC 1.14.13.114, NicC, 6HNA monooksigenaza, HNA-3-monooksigenaza) je enzim sa sistematskim imenom 6-hidroksinikotinat,NADH:kiseonik oksidoreduktaza (3-hidroksilacija, dekarboksilacija). Ovaj enzim katalizuje sledeću hemijsku reakciju
6-hidroksinikotinat + NADH + H+ + O2 {\displaystyle \rightleftharpoons } 2,5-dihidroksipiridin + NAD+ + 2O + CO2
Ovaj enzim je flavoprotein (FAD). Reakcija obuhvata aerobni katabolizam nikotinske kiseline.

## Literatura
- Nicholas C. Price; Lewis Stevens (1999). Fundamentals of Enzymology: The Cell and Molecular Biology of Catalytic Proteins (Third изд.). USA: Oxford University Press. ISBN 019850229X.
- Eric J. Toone (2006). Advances in Enzymology and Related Areas of Molecular Biology, Protein Evolution (Volume 75 изд.). Wiley-Interscience. ISBN 0471205036.
- Branden C; Tooze J. Introduction to Protein Structure. New York, NY: Garland Publishing. ISBN 0-8153-2305-0.
- Irwin H. Segel. Enzyme Kinetics: Behavior and Analysis of Rapid Equilibrium and Steady-State Enzyme Systems (Book 44 изд.). Wiley Classics Library. ISBN 0471303097.

## Spoljašnje veze
- 6-hydroxynicotinate+3-monooxygenase на 